# D-tecnoLife
《D-tecnoLife》是UVERworld的出道单曲。2005年7月6日由gr8!records发售。

## 概述
出道作品，由于为动画《BLEACH》的原因、Oricon单曲排榜，初日达到第六位，周排名也进入前五位，并且连续三周进入排榜前10名，对于新人乐队来说，是个好的开始。
对于本作，这是一个好的开端，《BLEACH》的原作者久保带人在周刊少年Jump的卷末评论的大意是说“因为我自己也喜欢这个乐队所以很高兴”。
出演NHK音乐节目《POP JAM》，同时发表了本曲。顺便一提的是，这也是UVERworld的第一次在电视上出演节目。
同时，在动画《BLEACH》的片头曲的最后，增加了原创的歌词。
《D-tecnoLife》不仅用于《BLEACH》，还用于PS2用游戏软件《BLEACH 灵魂选择》和GAME BOY ADVANCE用游戏软件《BLEACH Advance 染满红色的尸魂界》的主题歌。

## 收录内容
CD
1. D-tecnoLife
  - 作詞:TAKUYA∞　/　作曲:TAKUYA∞　/　編曲:UVERworld , 平出悟

东京电视台动画《BLEACH》片头曲（2005年4月5日〜2005年9月27日放送分）。同时也是PS2用游戏软件《BLEACH 灵魂选择》主題歌、Game Boy Advance用游戏软件“BLEACH Advance 染满红色的尸魂界”的主题歌。PV是出道前三个月拍摄于埼玉县的某处。这个时候，PV中的克哉还戴着眼镜。而且彰在无线电广播等还说“这首歌的PV如果能采集修复的话，真想修复一下”。提出这首歌标题的是克哉。“D”是Drive的意思，“tecno”是Technique的意思，似乎有“追求清爽人生”的意思。
2. Mixed-Up
  - 作詞:TAKUYA∞　/　作曲:TAKUYA∞　/　編曲:UVERworld

这首歌唱出了UVERworld的“打破流派“的心情。主要成为介绍名为UVERworld的乐队的歌曲。
3. ai ta 心
  - 作詞:TAKUYA∞　/　作曲:TAKUYA∞　/　編曲:UVERworld

1st录音室专辑《Timeless》中，收录了本曲的专辑版本。
4. D-tecnoLife (TV size)
  - 作詞:TAKUYA∞　/　作曲:TAKUYA∞　/　編曲:UVERworld , 平出悟

收录了用于电视动画的短版歌曲。

## 收录专辑
1. D-tecnoLife
  - 收录于1st录音室专辑《Timeless》。而且作为专辑版本收录了《D-tecnoLife (Album Version)》。
  - 收录于1st精选辑《Neo SOUND BEST》。
2. Mixed-Up
  - 无收录。
3. ai ta 心
  - 作为专辑版本，《ai ta 心 (Album Version)》收录于1st录音室专辑《Timeless》。
4. D-tecnoLife (TV size)
  - 无收录。